# Porphyridium
Porphyridium Nägeli, 1849 é o nome botânico de um gênero de algas vermelhas unicelulares da família Porphyridiaceae.

## Espécies
- Porphyridium aerugineum Geitler 1923
- Porphyridium griseum Geitler 1970

=Dixoniella grisea (Geitler) J.L. Scott, S.T. Broadwater, B.D. Saunders, J.P. Thomas & P.W. Gabrielson 1992
- Porphyridium purpureum (Bory de Saint-Vincent) K.M. Drew & R. Ross, 1965

=Sarcoderma sanguineum C.G. Ehrenberg
=Byssus purpurea Lamarck 1778
=Phytoconis purpurea Bory de Saint-Vincent 1797
=Olivia cruenta S.F. Gray 1821
=Porphyridium cruentum (S.F. Gray) Nägeli 1849
=Porphyridium marinum Kylin 1937
- Porphyridium sordidum Geitler 1932
- Porphyridium violaceum Kornmann 1965

=Rhodella violacea (Kornmann) Wehrmeyer 1971